# Кастелнуово дела Мизерикордија
Кастелнуово дела Мизерикордија је насеље у Италији у округу Ливорно, региону Тоскана.
Према процени из 2011. у насељу је живело 834 становника. Насеље се налази на надморској висини од 159 м.